# 페루 놀라스코아인
페루 놀라스코아인 에스날(스페인어: Peru Nolaskoain Esnal, 1998년 10월 25일, 바스크 주 수마이아 ~)은 스페인의 프로 축구 선수로, 현재 아틀레틱 빌바오에서 중앙 수비수나 수비형 미드필더로 활약하고 있다.

## 클럽 경력
놀라스코아인은 바스크 주 기푸스코아 도 수마이아 출신으로, 2015년에 안티구오코에서 아틀레틱 빌바오의 레사마로 이적했다. 2016년 6월 13일, 그는 위성 구단 소속으로 승격되었고, 얼마 지나지 않아 2군에 다시 배정되었다.
2016년 8월 21일, 그는 소쿠에야모스와의 세군다 디비시온 B 안방 경기에서 타르시와 전반전에 교체되어 들어가 득점포도 쏘며, 3-0 승리를 도왔다. 2018년 시즌 개막을 앞두고, 에두아르도 베리소 감독은 그의 역할을 중앙 수비수로 바꾸었다.
2018년 8월 20일, 놀라스코아인은 2-1로 이긴 레가네스와의 안방 개막전 경기에서 선발로 출전해 프로 무대와 라 리가 신고식을 치렀고, 선제골도 기록해 신고식을 더욱 특별케 했다. 이듬해 8월 9일, 1군 소속으로 많은 출전 기회를 잡지 못한 그는 세군다 디비시온의 데포르티보로 1년 임대되었다.

## 경력 통계

### 클럽
2021년 7월 1일 기준
| 구단              | 시즌      | 리그              | 리그 | 리그 | 컵   | 컵 | 대륙 | 대륙 | 기타 | 기타 | 합계 | 합계 |
| 구단              | 시즌      | 리그명            | 출장 | 골   | 출장 | 골 | 출장 | 골   | 출장 | 골   | 출장 | 골   |
| ----------------- | --------- | ----------------- | ---- | ---- | ---- | -- | ---- | ---- | ---- | ---- | ---- | ---- |
| 빌바오 아틀레틱   | 2016–17   | 세군다 디비시온 B | 22   | 1    | —    | —  | —    | —    | —    | —    | 22   | 1    |
| 빌바오 아틀레틱   | 2017–18   | 세군다 디비시온 B | 37   | 4    | —    | —  | —    | —    | 2    | 0    | 39   | 4    |
| 빌바오 아틀레틱   | 2018–19   | 세군다 디비시온 B | 18   | 0    | —    | —  | —    | —    | —    | —    | 18   | 0    |
| 빌바오 아틀레틱   | 합계      | 합계              | 77   | 5    | 0    | 0  | 0    | 0    | 2    | 0    | 79   | 5    |
| 아틀레틱 빌바오   | 2017–18   | 라 리가           | 0    | 0    | 0    | 0  | 0    | 0    | —    | —    | 0    | 0    |
| 아틀레틱 빌바오   | 2018–19   | 라 리가           | 8    | 2    | 2    | 0  | —    | —    | —    | —    | 10   | 2    |
| 아틀레틱 빌바오   | 2020–21   | 라 리가           | 0    | 0    | 0    | 0  | —    | —    | —    | —    | 0    | 0    |
| 아틀레틱 빌바오   | 합계      | 합계              | 8    | 2    | 2    | 0  | 0    | 0    | 0    | 0    | 10   | 2    |
| 데포르티보 (임대) | 2019–20   | 세군다 디비시온   | 28   | 2    | 1    | 0  | —    | —    | —    | —    | 29   | 2    |
| 경력 합계         | 경력 합계 | 경력 합계         | 113  | 9    | 3    | 0  | 0    | 0    | 2    | 0    | 118  | 9    |

1. ↑  승격 플레이오프전 출전 경기 기록 포함